# Microphor rostellatus
Microphor rostellatus är en tvåvingeart som först beskrevs av Friedrich Hermann Loew 1864.  Microphor rostellatus ingår i släktet Microphor och familjen styltflugor. Inga underarter finns listade i Catalogue of Life.